# Arthur Leonard Schawlow
Arthur Leonard Schawlow (Mount Vernon, Nova York, 1921 - Palo Alto, Califòrnia, 1999) fou un físic i professor universitari estatunidenc guardonat amb el Premi Nobel de Física l'any 1981.

## Biografia
Va néixer el 5 de maig de 1921 a la ciutat de Mount Vernon, situada a l'estat estatunidenc de Nova York, fill d'un emigrant letó i una emigrant canadenca. El 1924, la seva família es traslladà al Canadà, on estudià física a la Universitat de Toronto. Posteriorment, amplià estudis a la Universitat de Colúmbia i entre 1961 i 1996 fou professor de la Universitat Stanford.

## Recerca científica
Entre 1951 i 1961, treballà als laboratoris Bell de Nova Jersey, desenvolupant treballs sobre l'òptica i investigant sobre la superconductivitat, així com la dualitat màser/làser.
A partir de 1961, desenvolupà en la Universitat Stanford els seus estudis sobre l'espectroscòpia, i amplià la seva recerca en la superconductivitat i la ressonància magnètica nuclear. El 1955 Schawlow, juntament amb Charles Townes, aconseguí desenvolupar l'espectroscopi de microones, i el 1958 es disputà infructuosament la patent del làser amb Gordon Gould.
El 1981, fou guardonat amb el Premi Nobel de Física per la seva contribució al desenvolupament del làser espectroscòpic, premi que compartí amb Nicolaas Bloembergen i Kai Siegbahn.
Arthur Schawlow es morí de leucèmia el 28 d'abril de 1999 a la ciutat de Palo Alto, situada a l'estat de Califòrnia.